# Zárate (Buenos Aires)
Zárate è una città argentina della provincia di Buenos Aires, capoluogo dell'omonimo dipartimento.

## Geografia
Si trova sulla sponda orientale di uno dei rami che il rio Paraná forma nel suo vasto delta, il Paraná de Las Palmas. La città è situata a circa 90 km a nord-ovest dalla capitale argentina Buenos Aires. A 10 km a sud-est sorge la città di Campana, con la quale Zárate forma un'unica conurbazione.

## Storia
Il 19 marzo 1854, le autorità provinciali di Buenos Aires istituirono il partido di Zarate, scorporandolo da quello di Exaltación de la Cruz. Nel anni ottanta del XIX secolo, con la costruzione delle linee ferroviarie Mitre e Urquiza, la zona ebbe una rapida crescita demografica ed un notevole sviluppo economico. Nel 1909 Zárate acquisì lo status di città.

## Monumenti e luoghi d'interesse
- Palazzo Municipale

## Cultura

### Istruzione

#### Musei
- Museo Storico di Zárate "Quinta Jovita"

### Teatri
- Teatro Coliseo, Monumento Nazionale, situato nella sede della locale Società Italiana XX Settembre, fu costruito tra il 1927 ed il 1928[1].

## Infrastrutture e trasporti

### Strade
La città è un importante snodo stradale nazionale poiché è situata all'intersezione tra l'autostrada Buenos Aires-Rosario e la strada nazionale 12 che, dopo aver attraversato il Paraná mediante i Ponti Zárate Brazo Largo e le province della Mesopotamia argentina, raggiunge i valichi di frontiera con il Brasile, l'Uruguay ed il Paraguay. Altra arteria d'importanza nazionale è la strada nazionale 193, che da Zárate arriva a Solís, nel partido di San Andrés de Giles.

### Ferrovie
Zárate è dotata di due stazioni ferroviarie: la prima, capolinea di tratto della linea Mitre e posta lungo la ferrovia Buenos Aires-Rosario, e la seconda, posta lungo la linea Urquiza.

### Porti
Zárate è dotata di un porto fluviale che si estende per circa 30 km lungo il Paraná. Tra le infrastrutture portuali, attrezzate per ricevere navi transoceaniche, si segnalano un terminal per il carico di cereali in località Las Palmas, un terminal container, oltreché un porto per imbarcazioni turistiche e da diporto.

## Sport

### Calcio
La principale società calcistica cittadina è il Club Atlético Defensores Unidos, fondato nel 1914 e che disputa le sue partite interne presso lo stadio Gigante de Villa Fox.